# Eugen Mack
Eugen Mack (Arbon, 21 settembre 1907 – Basilea, 29 ottobre 1978) è stato un ginnasta svizzero.

## Palmarès

### Olimpiadi
- Oro a Amsterdam 1928 nel volteggio.
- Oro a Amsterdam 1928 nel concorso a squadre.
- Argento a Berlino 1936 nel concorso individuale.
- Argento a Berlino 1936 nel volteggio.
- Argento a Berlino 1936 nel cavallo con maniglie.
- Argento a Berlino 1936 nel concorso a squadre.
- Bronzo a Amsterdam 1928 nella sbarra.
- Bronzo a Berlino 1936 nel corpo libero.